# Ulica Starokościelna w Mysłowicach
Ulica Starokościelna w Mysłowicach − jedna z ulic w mysłowickiej dzielnicy Stare Miasto. Rozpoczyna swój bieg przy skrzyżowaniu z ul. Towarową, ul. Krakowską (część drogi krajowej nr 79) i ul. Karola Szymanowskiego. Następnie biegnie około 250 metrów do Rynku, krzyżując się z ul. Jana Matejki. W czsach Polski Ludowej droga nosiła nazwę ul. Marcelego Nowotki.
Przy ulicy znajdują się następujące historyczne obiekty i miejsca:
- kościół parafialny pw. Najświętszego Serca Pana Jezusa (ul. Starokościelna 1), wzniesiony w latach 1888−1891 w stylu neogotyckim według projektu Paula Jackischa, wpisany do rejestru zabytków 18 września 2003 (nr rej.: A/91/03); do rejestru wpisano także cmentarz kościelny i ogrodzenie;
- plebania kościoła pw. Najświętszego Serca Pana Jezusa i najbliższe otoczenie wraz z ogrodzeniem (ul. Starokościelna 3), wzniesiona w 1842 w stylu klasycystycznym; w latach 1891−1892 plebanię rozbudowano o część wschodnią, a w 1900 − o neogotycką ceglaną część od strony ul. Starokościelnej (według projektu A. Krafczyka z Mysłowic); obiekt wpisano do rejestru zabytków 18 września 2003 (nr rej.: A/92/03);
- dom mieszkalny (ul. Starokościelna 4), pochodzący z lat 1883−1892, wpisany do rejestru zabytków 29 kwietnia 2002 (nr rej.: A/59/02, granice ochrony obejmują budynek);
- kościół filialny pw. Narodzenia NMP (ul. Starokościelna 5), wybudowany w XIV wieku, przebudowywany w latach 1740−1744, 1901−1903, obecnie w stylu barokowym, wpisany do rejestru zabytków (nr rej.: 565/58 z 10 lutego 1958 oraz 804/67 z 20 grudnia 1967).
- budynek Zakładu św. Józefa − obecnie ośrodek wychowawczy (ul. Starokościelna 8), wzniesiony w latach 1902−1903 w stylu neogotyckim, według projektu mistrza budowlanego A. Krafczyka; obiekt wpisano do rejestru zabytków 18 września 2003 (nr rej.: A/95/03);
- dawna szkoła parafialna (ul. Starokościelna 10), wzniesiona w 1826, użytkowana jako szpital w latach 1877−1907, następnie przebudowana na dom mieszkalny, wpisana do rejestru zabytków 28 czerwca 1968 (nr rej.: 895/68, obecnie A/1238/23[4]), granice ochrony obejmują cały obiekt i najbliższe otoczenie).

Przy ulicy Starokośielnej swoją siedzibę mają: parafia Najświętszego Serca Pana Jezusa w Mysłowicach i dekanat Mysłowice (ul. Starokościelna 3), Caritas Mysłowice (ul. Starokościelna 8), zakład opieki zdrowotnej, Komenda Miejska Policji w Mysłowicach (ul. Starokościelna 2). Ulicą kursują tramwaje.